# Teletón Paraguay
La Fundación Teletón Paraguay (hasta 2007, Fundación APADEM-Teletón) es una organización privada sin fines de lucro que brinda servicios en Paraguay  a niños, niñas y adolescentes de 0 a 18 años de edad con discapacidad. Tiene como misión construir una sociedad inclusiva a través del desarrollo de un Sistema Nacional de Rehabilitación y la promoción de una sociedad inclusiva, accesible y que brinde oportunidades para todos. Está inspirado en la Teletón Chile.

## Historia
Según los medios, la fundación fue fundada el 31 de mayo de 1979. Rosa Fabiana Rodríguez, esposa de Juan Eustaquio González Ramos, un agente de viajes, obtuvo una revista de la versión chilena de Teletón. Después en 1980, Rodríguez viajó a Chile para reunirse con Don Francisco, quien le explicó sobre la fundación. Al volver al país, Rodríguez recibió el apoyo de la Asociación de Padres de Niños Impedidos Mentales (Apadem). Don Francisco viajó a Paraguay en 1981 para reunirse y capacitar a los miembros de Apadem para llevar a cabo el evento.
Finalmente en 1982, el evento se llevaría a cabo por primera vez y sería presentado por Humberto Rubín, pero este fue reemplazado por Charles González Palisa, debido a órdenes del dictador Alfredo Stroessner, quien amenazó con cancelar el evento si Rubín participaba. La maratón se transmitió durante 27 horas entre el 10 y 11 de diciembre por los canales 9 y 13, bajo el lema «Juntos, todo es posible».
A inicios de los años 2000, la fundación comenzó a ser cuestionada por la sociedad debido a la corrupción existente dentro de la fundación, ya que soportaban decenas de demandas y embargos por millonarias sumas de dinero. Por esto, la Teletón fue cancelada en 2006. La última edición se llevó a cabo en 2005.
En 2008, con una nueva administración, el evento regresó y superó la meta establecida de 4,000 millones de guaraníes.
En 2017, no se alcanzó la meta por primera vez desde que asumió la nueva administración. Este hecho se repitió en 2020 y 2021.

## Meta y recaudación por año
| Año  | Fecha          | Eslogan                   | Logotipo | Meta en ₲      | Recaudación en ₲ | +/- Gs         | Recaudación en US$ | Lugar                                                            | Referencias                               |  |
| ---- | -------------- | ------------------------- | -------- | -------------- | ---------------- | -------------- | ------------------ | ---------------------------------------------------------------- | ----------------------------------------- |  |
| 2008 | 31 oct y 1 nov | Crecemos Juntos           |          | 4.000.000.000  | 4.342.286.260    | +342.286.260   | 943.975            | Centro de eventos de la Universidad Americana                    |                                           |  |
| 2009 | 6 y 7 nov      | Somos Todos               |          | 4.683.000.000  | 5.484.722.540    | +801.722.540   | 1.130.870          | Centro de eventos de la Universidad Americana                    |                                           |  |
| 2010 | 3 y 4 dic      | Nos une                   |          | 6.200.000.000  | 6.672.452.718    | +472.452.718   | 1.434.936          | Centro de eventos de la Universidad Americana                    |                                           |  |
| 2011 | 2 y 3 dic      | Dar lo Mejor              |          | 7.802.000.000  | 8.775.571.547    | +973.571.547   | 1.972.038          | Estudios de Telefuturo y Parque Litoral del Palacio de los López |                                           |  |
| 2012 | 2 y 3 nov      | Creo en vos               |          | 8.775.571.547  | 9.480.149.831    | +704.578.284   | 2.130.370          | Centro de eventos de la Universidad Americana                    |                                           |  |
| 2013 | 1 y 2 nov      | Está en vos               |          | 11.038.121.520 | 12.074.272.461   | +1.036.150.941 | 2.713.319          | Centro de eventos de la Universidad Americana                    |                                           |  |
| 2014 | 31 oct y 1 nov | Ponele Corazón            |          | 12.074.272.461 | 13.085.286.036   | +1.011.013.575 | 2.844.627          | Centro de convenciones del Shopping Mariscal                     |                                           |  |
| 2015 | 16 y 17 oct    | ¡Dale Paraguay!           |          | 13.085.286.036 | 13.132.963.414   | +47.677.378    | 2.324.418          | Centro de convenciones del Shopping Mariscal                     |                                           |  |
| 2016 | 4 y 5 nov      | ¡Estamos Todos!           |          | 15.500.000.000 | 15.631.503.507   | +131.503.507   | 2.718.522          | Centro de convenciones del Shopping Mariscal                     |                                           |  |
| 2017 | 3 y 4 nov      | ¡Podemos más!             |          | 15.631.503.507 | 13.754.804.281   | -1.876.699.226 | 2.434.478          | Centro de convenciones del Shopping Mariscal                     |                                           |  |
| 2018 | 2 y 3 nov      | Más Unidos que Nunca      |          | 14.412.174.492 | 14.590.547.538   | +178.373.046   | 2.443.977          | Centro de convenciones del Shopping Mariscal                     |                                           |  |
| 2019 | 1 y 2 nov      | Juntos, Sí podemos        |          | 15.527.547.969 | 15.540.135.117   | +12.587.148    | 2.412.697          | Centro de convenciones del Shopping Mariscal                     |                                           |  |
| 2020 | 4 y 5 dic      | Estoy con Vos             |          | 15.540.135.118 | 9.934.432.375    | -5.605.702.743 | 1.419.204          | Estudios del Trece                                               |                                           |  |
| 2021 | 3 y 4 dic      | Volvamos A Estar Cerca    |          | 9.320.669.027  | 8.662.257.774    | -658.411.253   |                    | Centro de convenciones del Shopping Mariscal                     | [ 13 ] [ 14 ] [ 15 ] [ 16 ]               |  |
| 2022 | 4 y 5 nov      | Demos Vuelta El Partido   |          | 10.500.000.000 | 11.018.712.392   | +518.712.392   | 1.520.781,23       | Centro de convenciones del Shopping Mariscal                     | [ 17 ] [ 18 ] [ 19 ] [ 20 ] [ 21 ] [ 22 ] |  |
| 2023 | 10 y 11 nov    | Orgullosamente Solidarios |          | 12.021.117.710 | 12.623.364.806   | +602.247.096   | 1.692.140          | Centro de convenciones del Shopping Mariscal                     |                                           |  |

## Himnos de la nueva administración
A partir del año 2008 se crean himnos alusivos a la tele-maratón solidaria con la colaboración de artistas nacionales.
| Año  | Canción                                                                                         | Intérpretes |
| ---- | ----------------------------------------------------------------------------------------------- | --- |
| 2008 | Crecemos Juntos                                                                                 | Menchi Barriocanal, José Antonio Galeano, Marcos de Brix y Andrea Valobra. |
| 2009 | Vamos, mí País (Es la hora de dar) Actualmente se utiliza como himno alternativo de la Teletón. | Sergio Cuquejo, Andrea Valobra, Lali Espósito y Rolando Chaparro |
| 2010 | Paraguay unido por lo grande que somos                                                          | Jaime Zacher, Lilian Morales, Rumberos, Eloy Álvarez, Gisella Machado, Macarena Brizuela, Ana Lucrecia Taglioretti y Walter Cabrera. |
| 2011 | Dar lo Mejor es Parte de Vos                                                                    | Sergio Cuquejo y Mike Cardozo. |
| 2012 | Creo en Paraguay (también conocida como Creo en vos)                                            | José Gaona |
| 2013 | Está en Vos                                                                                     | Iván Zavala |
| 2014 | Llegó la Hora de Sincronizar Nuestros Corazones (también conocida como Ponele Corazón)          | Andrea Valobra, Marilina Bogado, Jaime Zacher, David Dionich y los Pequeños Gigantes. |
| 2015 | Dale Paraguay                                                                                   | Nadia Portillo, Andrea Valobra, Melissa Hicks, Susana Zaldivar, Jazmín del Paraguay (cantante paraguaya), Edgar Camarasa, Dani Meza, David Dionich, José Gaona, José María López, Rolando Chaparro, Emilio García, Jaime Zacher y Humbertiko & Urbanos. |
| 2016 | Si estas vos, Estamos Todos                                                                     | Chirola, Javier Zacher, Jaime Zacher, Meli Hicks, Nati Penayo y Ariel Insfrán, Andrea Valobra, Dani Meza y los cantantes de Japiaguar y Purahéi Soul.                                                                                                   |
| 2017 | Podemos más                                                                                     | Acho Laterza, Miguel Narváez, Rorro Ruiz Díaz, Jenni Hicks, Meli Hicks, Monchi, Fati Fernández, Jaime Zacher. |
| 2018 | Más Unidos que Nunca                                                                            | Dani Meza, Andrea Valobra, Acho Laterza, Edgar Camarasa, Jaime Zacher, Javier Zacher, Purahei Soul, José Mongelós, Lizza Bogado, Melissa Hicks, Rolando Chaparro, Emilio Garcia y José Gaona.                                                           |
| 2019 | Juntos, Sí Podemos                                                                              | Tierra Adentro, Marilina Bogado, Edgar Camarasa, Paiko y La Nuestra. |
| 2020 | Estoy con Vos                                                                                   | Villagrán Bolaños, Mily, Melissa Hicks, Enrique Zayas, Sol Pérez, María Quevedo, Jaime Zacher, Héctor Rojas, Edgar Camarasa, Walter Cabrera. |
| 2021 | Volvamos a Estar Cerca                                                                          | Purahéi Soul, Villagrán Bolaños, Mauricio & Las Cigarras, Milkshake, La Nuestra, Caja Blanda, Aviadores del Chako. |
| 2023 | Orgullosamente Solidarios                                                                       | LizMa Meza, El Princi, Tierra Adentro |

## Centros de Rehabilitación Integral Teletón (CRIT)

### Asunción
La Fundación Teletón cuenta con un Centro de Rehabilitación ubicado en la ciudad de Asunción, construido en 1983 con lo recaudado en la primera Teletón y que en 2009 fue completamente remodelado y ampliado, pasando de 700 m² a 3700 m² construidos. En el mismo se brindan servicios a niños, niñas y adolescentes con discapacidad de todo el país.
La labor que se desarrolla en el CRIT se caracteriza por el trabajo en equipo y la formación permanente de los profesionales. Los programas y servicios llevados a cabo responden a una visión integral, que valora los diferentes aspectos de la realidad del niño/a (biológico, afectivo, cultural, familiar, escolar y todo su entorno).
La Fundación Teletón ofrece un servicio integral a las familias, a través de los siguientes programas: Acompañamiento Oportuno, Desafíos Múltiples, Estimulación Global, Interior Intensivo e Interior Extensivo (para usuarios que provienen del interior del país), Motor, Sensorio-Motor y Comunicación Aumentativa Alternativa.
Cada año la fundación realiza cada año, una comilona solidaria en beneficio de lo niños con discapacidad, patrocinada por muchas empresas alimenticias en el puerto de Asunción.
Actualmente se brindan 16 servicios: Fisiatría, Estimulación Temprana, Neuropsicología, Inclusión Educativa, Fisioterapia, Psicología clínica, Trabajo Social, Terapia Ocupacional, Enfermería, Neuropediatría, Otorrinolaringología, Fonoaudiología, Ortopedia Infantil, Expresión Lúdica y Artística e Hidroterapia. El 16 de agosto de 2017 fue inaugurado el primer parque multisensorial en el CRIT de la capital, con la ayuda de Aseguradora del Este, siendo este el primero de su clase en el país.

### Coronel Oviedo
La Fundación Teletón construyó durante 2011, el segundo Centro de Rehabilitación Integral, el primero en el interior del país, específicamente en la ciudad de Coronel Oviedo, que fue habilitado en 4 de diciembre de 2011, durante el evento Teletón de este año. Este nuevo Centro de Rehabilitación Integral cuenta con 2130 m². de construcción y brindó servicios a 200 familias durante el primer año de funcionamiento.
En el evento Teletón 2012, además de recaudar fondos para sostener los servicios del Centro de Rehabilitación Integral de Asunción, parte de la colecta fue destinada para equipar el Centro de Rehabilitación Integral de Coronel Oviedo y contratar profesionales de primer nivel para brindar los servicios. Actualmente son 25. La construcción del primer Centro de Rehabilitación Integral en el interior, representó el primer paso de muchos otros que la Fundación Teletón pretende dar en el interior del país, a fin de dar respuesta a la gran demanda existente.

### Paraguarí
Es el tercer Centro de Rehabilitación Integral (CRIT) de la fundación y el segundo en el interior, después del de Coronel Oviedo. La construcción de este fue posible gracias a lo recaudado en 2012. La inauguración de este centro se llevó a cabo el 2 de noviembre de 2013 durante la maratón televisiva de la fundación.Actualmente, el CRIT se encuentra cerrado desde 2021 debido a que dicha edición no alcanzó la meta.

### Minga Guazú
Inaugurado el 18 de octubre de 2016, este se convierte en el cuarto Centro de Rehabilitación Integral (CRIT) de la fundación. El edificio fue construido en un terreno de 16.000 m² que fue donado por la Sociedad Salesiana. Cuentan con un bloque de consultorios, salas de hidroterapia, fisioterapia, multisensorial, terapia ocupacional, salón multiusos para encuentros y capacitaciones, entre otros. Todo esto fue posible gracias a Itaipú Binacional y la Sociedad Salesiana del Paraguay, sumados al trabajo conjunto con voluntarios, la Municipalidad de Minga Guazú, la Intendencia y la Junta Municipal.

## Transmisiones

### Transmisión Televisiva

#### TV Abierta
- Noticias Paraguay (2017-presente)
- Telefuturo (1998-presente)
- Paravisión (2008-presente)
- SNT (1982-presente)
- Sur TV (2013-presente)
- Latele (2009-presente)
- Canal 9 Noticias (2017-presente)
- Trece (1982-presente)
- Unicanal (1990-presente)
- Red Guaraní (2002-2018)
- Paraná TV (2013-2016)

#### Exteriores
- TVCSA (Caaguazú) (Canal 4) (2008-presente)
- Red Chaqueña de Comunicaciones (Chaco Paraguayo) (Canal 21.1) (2017-presente)

#### TV Paga
- Tigo Sports (2014-presente)
- Tigo Sports + (2018-presente)
- Canal PRO (2017-presente)
- Lobo Tv (2016-presente)
- GEN (2017-presente)
- América TV Paraguay (2019-presente)
- Ñandutí TV (2019-presente)
- Canal Arandu Rape (2009-2011)
- Sarambí TV (2011-2012)

## Radiotón

### Transmisión Radial

#### Amplitud Modulada (AM)
- Radio Uno 650 AM
- Radio Cáritas Universidad Católica 680 AM
- Radio ABC 730 AM
- Radio 1.º de Marzo 780 AM
- Radio La Unión 800 AM
- Radio Nacional del Paraguay 920 AM
- Radio Universo 970 AM
- Radio 1000 AM
- Radio Ñandutí 1020 AM
- Radio Monumental 1080 AM
- Radio Chaco Boreal 1330 AM

#### Frecuencia Modulada (FM)
- Estación 40
- LOS40 FM 92.3 (desde 2013 hasta 2019)
- Radio Latina 97.1 FM
- Radio Canal 100 100.1 FM
- Montecarlo FM 100.9 FM
- Radio Disney 96.5
- Radio ABC 98.5 FM
- Radio Farra 101.3 FM
- Radio Top Milemium 91.5 FM (desde 2008 hasta 2022)
- Red Aleluya 91.5 FM
- Radio Aspen 102.7 FM
- Radio Obedira 102.1 FM
- Radio Emisoras Paraguay 106.1 FM
- Radio Venus 105.1 FM
- Radio Urbana 106.9 FM
- Radio María Paraguay 107.3 FM
- GO Radio 92.3 FM
- RQP 94.3 FM